# Perusio: Virelais, Ballades, Caccia
Perusio: Virelais, Ballades, Caccia (1996), es un álbum grabado por la formación Huelgas Ensemble dirigida por Paul van Nevel y que contiene diversas obras de Matteo da Perugia.

## Información adicional
Referencia: Sony Vivarte 62928
Grabación: noviembre de 1996 en Haarlem (Países Bajos).

## Pistas
1. Helas avril (virelay a 3 voces)
2. Ave, sancta mundi salus / Agnus dei (motete isorrítmico a 3)
3. Puisque la mort (balada a 3)
4. Gloria - Spiritus et alme (Gloria tropado, a 4)
5. Heylas que feray (virelai a 3)
6. Gloria (caccia a 3)
7. Già da rete d'amor (ballata a 3)
8. Trover ne puis (rondeau a 3)
9. Laurea martirii / Conlaudanda est (motete a 3 y 4)

## Intérpretes
- Voces: 
  - Cécile Roovers
  - Marie-Claude Vallin
  - Ellen van Ham
  - Els Van Laethem
  - Katelijne Van Laethem
  - Eitan Sorek
  - Harry Van Berne
  - Stéphane Van Dijck
  - Willem Ceuleers
  - Harry van der Kamp

- Instrumentistas: 
  - Wim Bécu (trompeta)
  - Bart Coen (flauta dulce)
  - Peter Declercq (flauta dulce)
  - An Van Laethem (violín)
  - René Van Laken (violín, chirimía antigua)